# 바티칸 시국의 국장

바티칸 시국의 국장

바티칸 시국의 국장은 붉은 방패를 배경으로 보석으로 치장한 세 개의 금빛 왕관이 씌워진 순백의 교황관 아래 금열쇠와 은열쇠가 X자 형태로 교차해 있는 모습을 하고 있는데, 붉은색 밧줄이 이 두 개의 열쇠를 이어주고 있다. 여기서 밧줄을 강조하기 위해 동일한 색상을 띠고 있는 배경보다 색을 더 진하게 하거나, 아니면 황금색 밧줄로 대체하기도 한다.

## 상징
- 금열쇠와 은열쇠는 예수가 성 베드로에게 약속한 권한에서 유래된 기독교 전승을 열쇠로 상징한다.
- 교황관은 교황이 전 기독교에 대해 가지는 세 가지 권한, 교도권과 신품권 그리고 통치권을 뜻한다. 또 다른 의미는 ‘왕들의 아버지’로서 유럽의 그 어떤 군주들보다 우위에 있다는 것을 나타낸다.
- 교황관 맨 위에 있는 황금 십자가 장식은 예수가 십자가형에 처해졌을 당시 받았던 수난을 뜻한다.

## 같이 보기
- 바티칸 시국의 국기